# Бзовський потік
Бзовський потік (словац. Bzovský potok) — річка; права притока Криванського потоку, протікає  в округах  Лученець і Детва.
Довжина приблизно 8,5—9,0 км. Витік знаходиться в масиві Сіглянська полонина — на висоті приблизно 810 метрів.
Протікає територією села Подкривань.. Впадає в Криванський поток на висоті приблизно 335-340 метрів.